# St. Kilian (Oberscheckenbach)

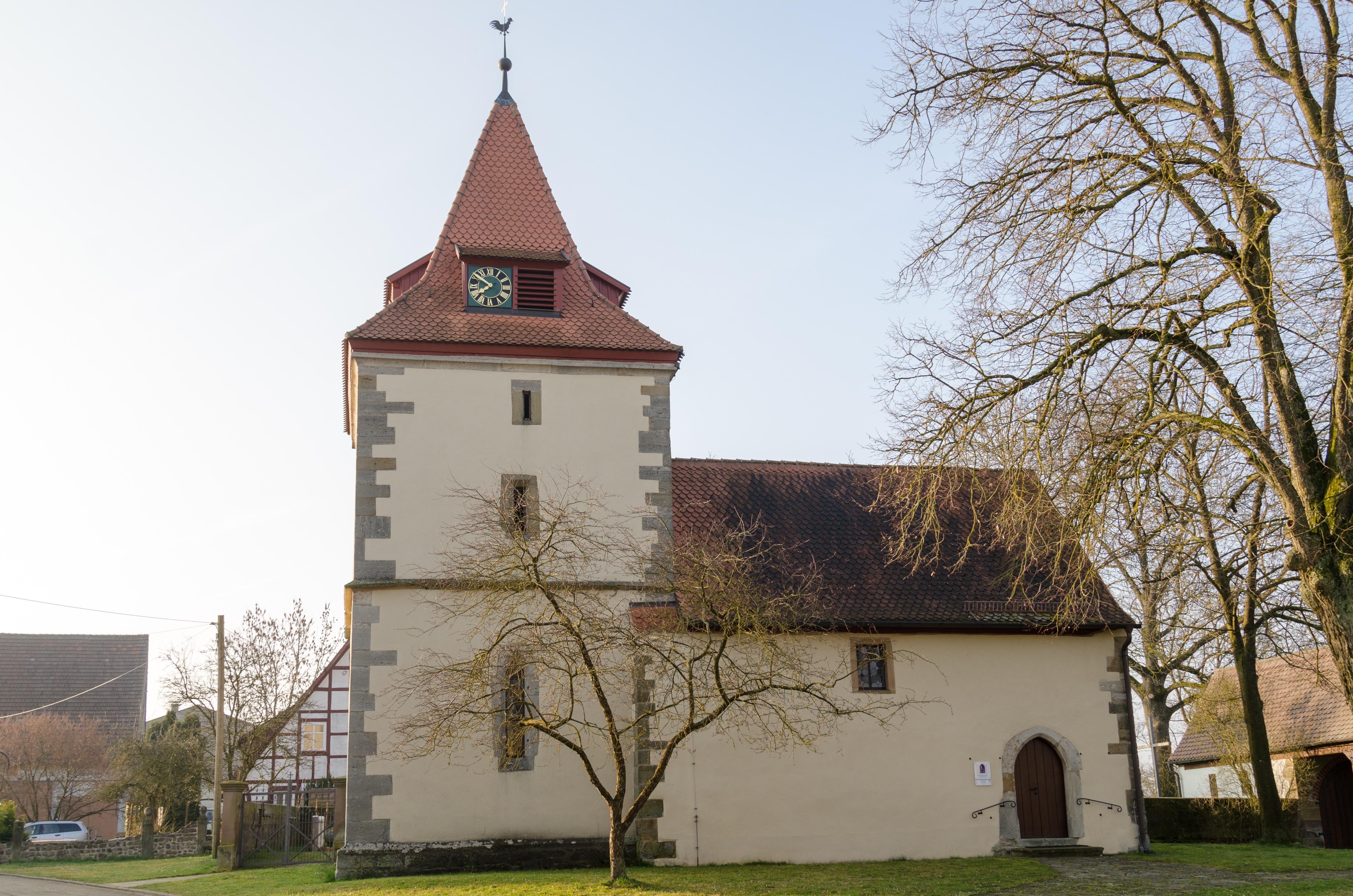
St. Kilian in Oberscheckenbach

Die denkmalgeschützte, evangelische Filialkirche St. Kilian steht in Oberscheckenbach, einem Gemeindeteil von Ohrenbach im Landkreis Ansbach (Mittelfranken, Bayern). Die Pfarrkirche ist unter der Denkmalnummer D-5-71-188-17 als Baudenkmal in der Bayerischen Denkmalliste eingetragen. Die Kirche gehört zur Pfarrei Ohrenbach im Dekanat Rothenburg ob der Tauber im Kirchenkreis Ansbach-Würzburg der Evangelisch-Lutherischen Kirche in Bayern.

## Beschreibung
Die Saalkirche wurde in der zweiten Hälfte des 14. Jahrhunderts errichtet. Sie besteht aus einem Langhaus, das mit einem Satteldach bedeckt ist, und einem Chorturm, in dessen spitzem Helm die Turmuhr und der Glockenstuhl mit zwei Kirchenglocken untergebracht sind. Um 1668 wurden Chorturm und Langhaus abgetragen und dann neu aufgebaut. Der Chorturm verlor bei diesem Neubau ein Geschoss. Der Innenraum des Chors, d. h. das Erdgeschoss des Chorturms, ist mit einem Kreuzgratgewölbe überspannt, das als Himmel mit den Evangelistensymbolen gestaltet ist. Im Chor befinden sich Fresken, die Szenen aus dem Leben des heiligen Kilian zeigen. Der Innenraum des Langhauses ist mit einer Holzbalkendecke bedeckt. 